# 松谷武判
松谷 武判（まつたに たけさだ、1937年1月1日 - ）は、日本の現代美術家。「具体美術協会」会員。

## 概要
1937年に大阪府大阪市に生まれる。
具体美術協会の会員であり、立体作品や平面作品を数々手掛けている。
2005年には、具体美術協会のことが取り上げられた雑誌にてインタビューにも答えている。
2023年度、和歌山県文化賞を受賞。2024年、文化庁長官表彰。